# Salwinoryna C
Salwinoryna C – organiczny związek chemiczny z grupy terpenoidów (diterpenoid). Należy do rodziny salwinoryn występujących w szałwii wieszczej, w której znajduje się w śladowych ilościach (mniej niż 1% wszystkich diterpenoidów). Została odkryta w 2001 roku w psychoaktywnej frakcji chromatograficznej uzyskanej z ekstraktu z szałwii wieszczej, której skład ustalono na ok. 90% salwinoryny A i ok. 10% salwinoryny C. Mieszanina ta wykazywała znacząco silniejsze działanie psychoaktywne niż czysta salwinoryna A, co sugerowało silne działanie salwinoryny C. Późniejsze badania wykazały jednak, że salwinoryna C nie wykazuje aktywności psychoaktywnej u człowieka, a jej wiązanie do receptorów opioidowych jest pomijalne.